# 毫微閃焰

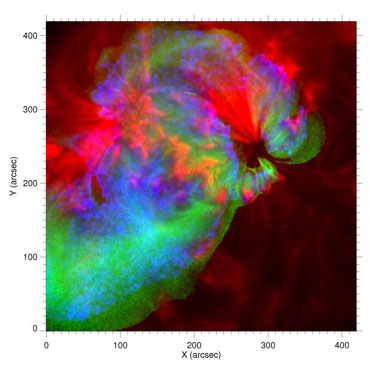
"這是靠近太陽盤面中心時的太陽活動區AR10923的假色圖，顯示出溫度的變化。藍色區域表示接近1000萬K的電漿"。圖片製作： Credit: Reale, et al. (2009), NASA.

毫微閃焰是出現在日冕，太陽外層的大氣層，的非常小的閃焰。 
古德 (Gold) 是最早提出的微閃焰的假說，嘗試用來解釋日冕的加熱，然後經尤金·帕克繼續發展。
依據帕克的說法，在磁重聯的事件中產生毫微閃焰，將儲存在太陽磁場中的能量轉換至電漿的運動。電漿運動 (如同流體運動) 發生的尺度非常的小，很快就會被湍流清除，然後產生黏度。在這樣的方式下，能量很快地轉化成熱，並且經由自由電子沿著毫微閃焰發生地點鄰近磁力線傳導。
為了在1"x 1"的區域內產生非常高熱的X射線輻射，每20秒鐘必須產生1017焦耳的能量，並且在105 x 105公里2的活躍區域內，每秒要發生1000個毫微閃焰。
這一理論的基礎來自大的閃焰排放和一系列許多微小的毫微閃焰並沒有明顯的區別。

## 毫微閃焰和日冕活動

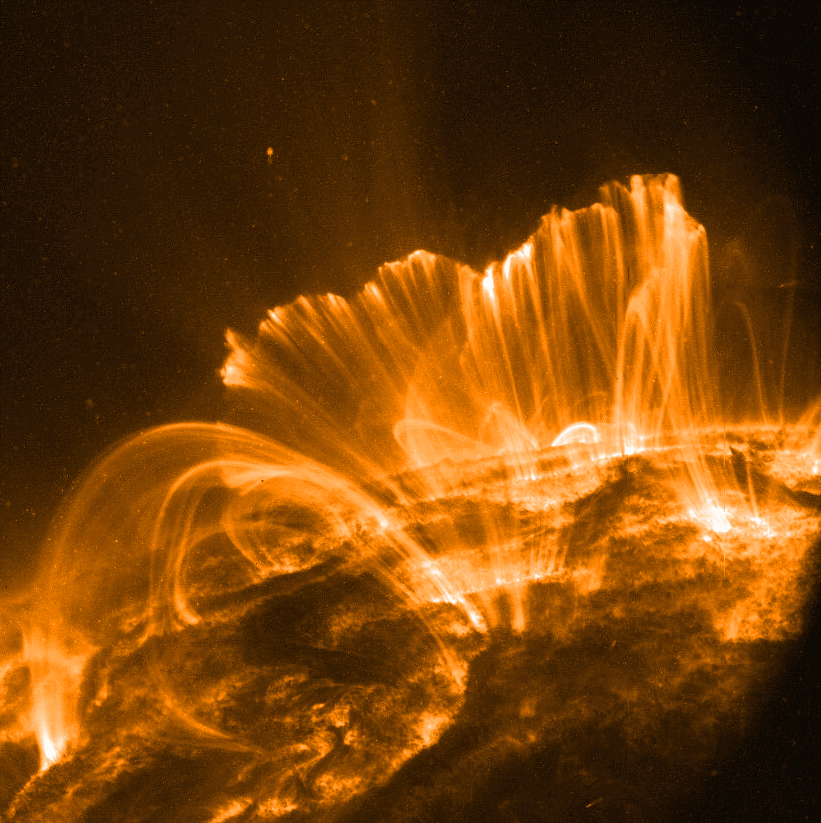
TRACE在遠紫外線觀測到典型閃焰的冕圈。

觀測顯示太陽磁場在光球被凍結在運動的電漿內，進入日冕成為開放的半圓形結構。這些冕圈可以在EUV和X射線的影像中觀察到 (看左邊的圖)，是很高溫的電漿，輻射出像是數百萬度的高溫。
在X射線的影像中，在日冕有許多穩定存在著好幾天的流量管，以穩定的速率輻射能量。但是，特別是在活動區，能觀察到非常頻繁的閃爍、發光、小爆炸、亮點、閃焰和質量拋射。這些宏觀的太陽活動跡象被天文物理學家敘述為被緊壓的磁場舒張的現象，同時這一部份的日冕被當前的消散或是焦耳效應釋放而加熱。
然而，首先，天文學家相信單一的磁重聯事件是非常重要的動態過程，像閃焰和其它的現象，與日冕的活動相連結。換言之，毫微閃焰的理論支持磁重聯事件，無論在日冕的何處，在小尺度上同時產生許多並且給予一小部分的能量。這些毫微閃焰可能是很小的閃焰，在很接近的時間和空間，加熱了日冕並且導致了太陽活動的現象。
在活動區間歇的觀測到突然明亮的爆發，像是閃焰和日冕物質拋射可以引起級聯效應，類似於上述數學理論的災難。在這樣的假說中，日冕是處在自組臨界性的狀態，磁長的壓力將會倍增強，直到小小的攝動觸發許多微小的不穩定，像雪崩一樣的一起發生。
支持此一理論的實驗結果是在硬X射線中觀察到的閃焰數量是能量分布函數，跟隨著的幕律負光譜指數是1.8

。
如果這種分布在能量較低處也有同的光譜指數，閃焰、微閃焰和毫微閃焰可能提供日冕加熱相當大部分的能量。要維持太陽日冕實際上需要的負光譜指數是2。

## 毫微閃焰和日冕加熱

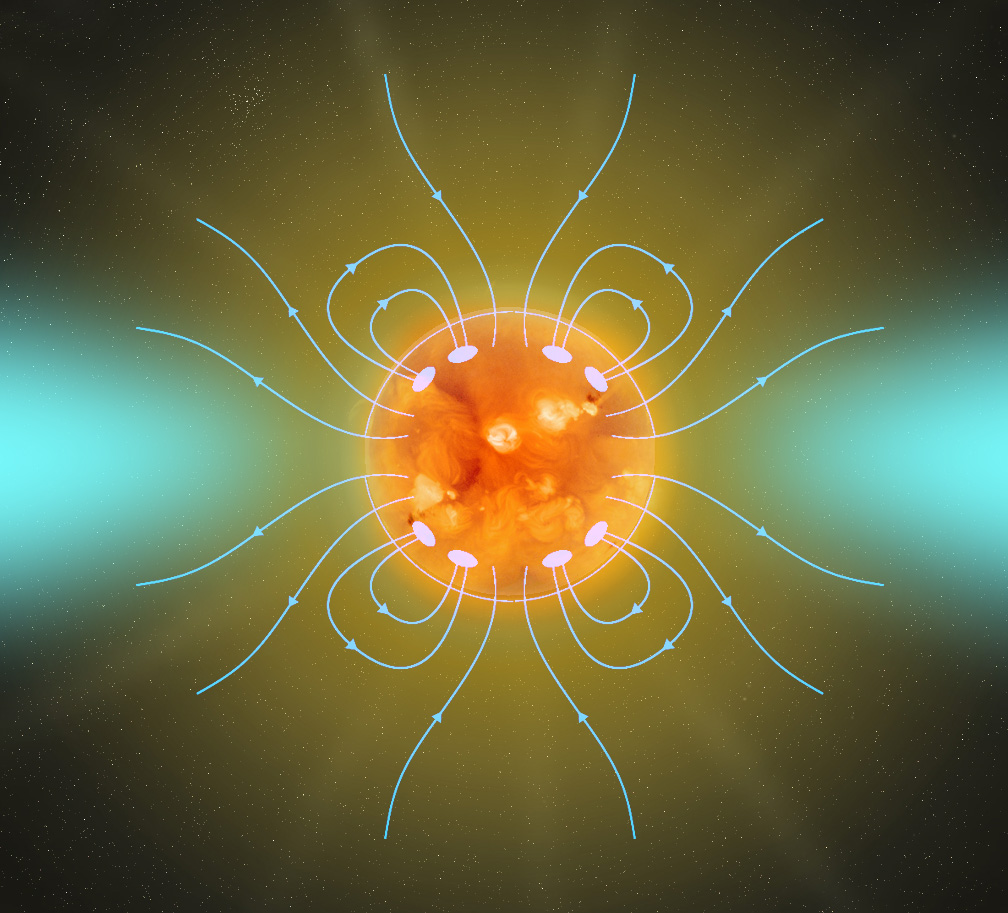
太陽磁力線。

雖然之前在這方面做了許多步驟，和在太陽日冕中發現毫微閃焰和其他的證據，但日冕加熱的問題仍未解決。儲存在太陽磁場的能量可以計算做為日冕加熱所必須用來維持電漿的溫度和平衡日冕輻射流失。
輻射不是日冕能量損失的唯一機制：因為電漿是高度電離的，而磁場是有條理的，熱傳導是一個競爭的程序。由熱傳導所損失的能量和輻射有著相同的數量級。在日冕釋放出的能量不是表面上的輻照，而是沿著弧線回到色球。在過渡區的溫度大約是104-105K，輻射損失的量非常高，不是任何形式的加熱機制可以平衡的。在此範圍內觀察到很高的溫度梯度是由增加的導電管供應輻照的能量。換言之，過渡區是太陡峭了 (在100公里的距離內，溫度從10,000K上升至1,000,000K)，因為來自上面高熱氣體的熱傳導必須平衡高輻射的損失，主要是來自為數眾多的電離原子 (氧、碳、鐵和其它等等) 形成的發射線。
太陽的對流可以提供所需要的加熱，但還不知道詳細的機制。其實，是還不清楚這種能量如何從色球傳輸 (它可以吸收或反射)，然後消散進入日冕，而不是消散進入太陽風。此外，它究竟發生在何處：在日冕底層，還是最高處，而在該處的磁力線是向太陽圈開放的，吹送著太陽風進入太陽系？
到目前為止，所有的科學家都認同磁場的重要性：在活動區和有著高輻射通量 (特別是在X射線) 的強磁場地區之間有著嚴格的對應關係。
無論如何，基於不同於其它的所有日冕特徵，都需要大量能量的事實，日冕加熱問題是複雜的。很難相信像是閃焰和日冕物質拋射這種充滿動力和高能量的現象，能夠在很大範疇的穩定結構上共用相同的能量來源：如果毫微閃焰能夠加熱整個日冕，它們應該分布在各處並且看起來是均勻與穩定加熱的樣子。另一方面，為了解釋像太陽閃焰這種非常快速和充滿活力的現象，磁場結構的尺度應該在公尺的數量級上。
阿耳芬波在光球的對流運動生成，能夠穿越色球和過渡區，攜帶的能量流相當於維持日冕所需要的。無論如何，觀測到波穿越高處色球和低處的過渡區只是3-5分鐘的時間。這些時間超過阿耳芬波穿過一個典型的冕圈所需要的時間，這意味著大多數的耗散機制都可以提供足夠的能量，差別只在日冕中所穿越的距離。更可能的是，阿耳芬波負責太陽風在冕洞中的加速度。

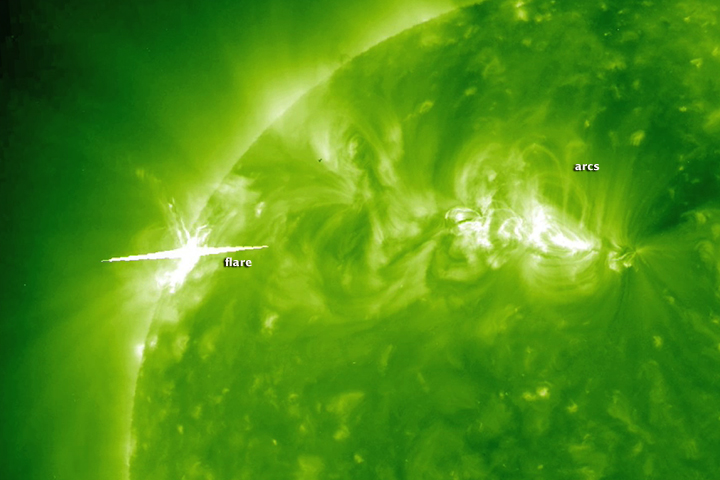
太陽日珥和日冕大量拋射 (日地關係天文台)

最初由帕克發展出來的毫微閃焰理論是用來解釋日冕加熱的一種機制，作為自發性產生電流耗能使磁場弛豫朝向低能量的結構。 
磁場的能量轉換成電流，然後由焦耳效應成為熱。

## 外部連結
- Nasa news （页面存档备份，存于） Tiny Flares Responsible for Outsized Heat of Sun's Atmosphere.